# 게오르크 케플러
게오르크 케플러(Georg Keppler: 1894년 5월 7일 – 1966년 6월 16일)는 제2차 세계 대전 당시 무장친위대 고위 장교이다. 최종 계급은 3성장군과 동급인 상급집단지도자로, 제2SS사단 다스 라이히, 제3SS사단 토텐코프 사단장, 제1SS기갑군단, 제3SS기갑군단, 제18SS육군단 군단장을 역임했다. 기사십자 철십자장 수훈자이다.
| 전임 상급집단지도자 마티아스 클라인하이슈터캄프 | 제3대 제3SS기갑사단 토텐코프 사단장 1941년 7월 15일 – 1941년 9월 21일 | 후임 상급집단지도자 테오도어 아이케 |

| 전임 상급집단지도자 카를마리아 데멜후버 | 제3대 제6SS산악사단 노르트 사단장 1941년 9월 21일 - 1941년 10월 ?? | 후임 상급집단지도자 카를마리아 데멜후버 |

| 전임 상급집단지도자 마티아스 클라인하이슈터캄프 | 제4대 제2SS사단 다스 라이히 사단장 1942년 4월 19일 – 1943년 2월 10일 | 후임 상급집단지도자 헤르베르트에른스트 파흘 |

| 전임 여단지도자 프리츠 크라이머 | 제3대 제1SS기갑군단 군단장 1944년 8월 16일 – 1944년 10월 24일 | 후임 상급집단지도자 헤르만 프리스 |

| 전임 상급집단지도자 펠릭스 슈타이너 | 제2대 제3(게르만)SS기갑군단 군단장 1944년 10월 30일 – 1945년 2월 4일 | 후임 상급집단지도자 마티아스 클라인하이슈터캄프 |

| 전임 집단지도자 하인츠 라인파르트 | 제18SS육군단 군단장 1945년 2월 4일 – 1945년 5월 8일 | 후임 (폐지) |